# Polyommatus uyeni
Polyommatus uyeni är en fjärilsart som beskrevs av Ter Harr 1900. Polyommatus uyeni ingår i släktet Polyommatus och familjen juvelvingar. Inga underarter finns listade i Catalogue of Life.